# Alfred M. Gray Jr.

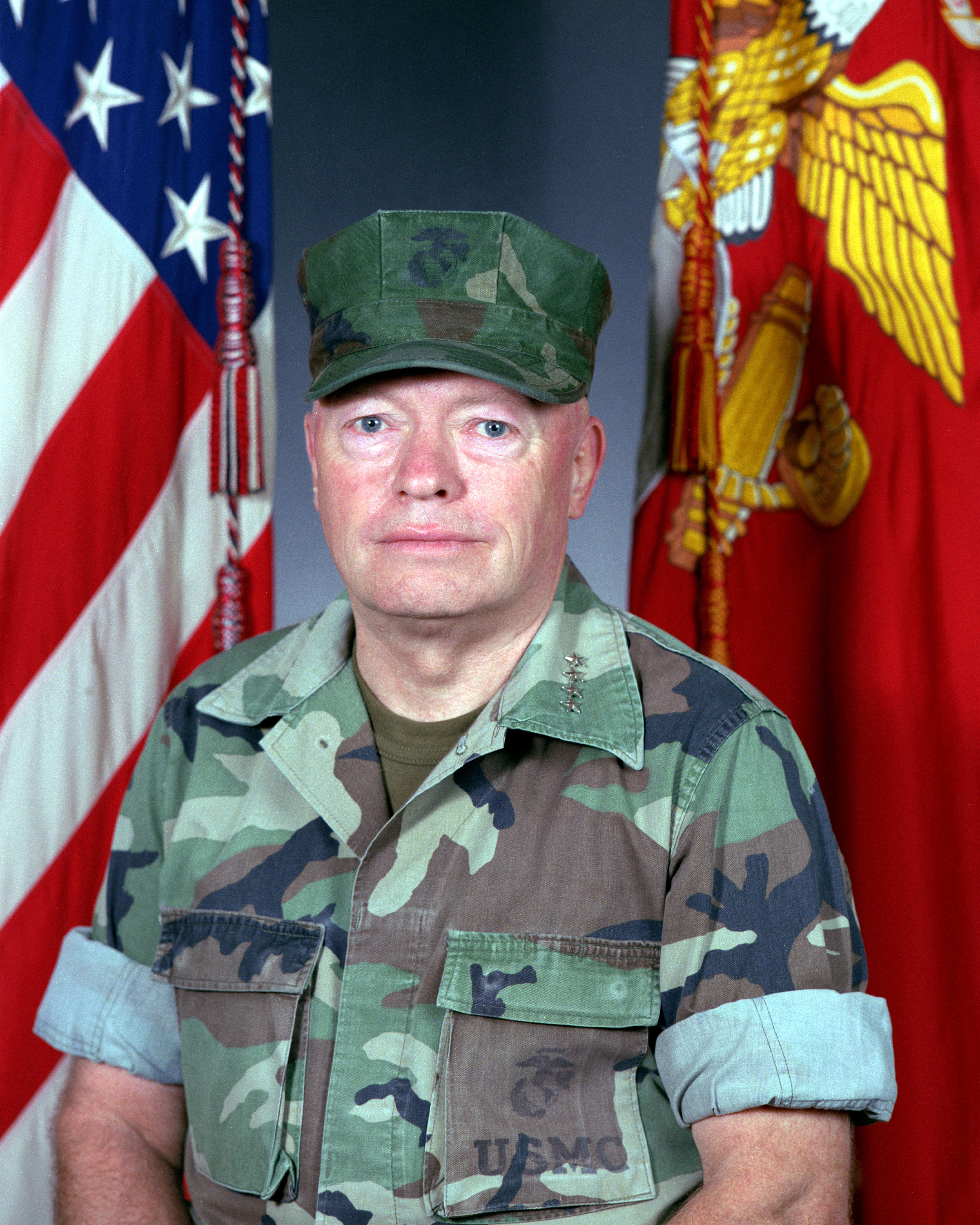
General Alfred M. Gray Jr., offizielles Foto

Alfred Mason Gray Jr. (* 22. Juni 1928 in Rahway, New Jersey; † 20. März 2024 in Alexandria, Virginia) war ein amerikanischer 4-Sterne General und von 1987 bis 1991 der 29. „Commandant“ des U.S. Marine Corps.

## Leben

### Familie und Ausbildung
Gray wurde am 22. Juni 1928 als Sohn von Alfred Mason Gray und seiner Frau Emily in Rahway, New Jersey, geboren. Seine Familie zog in die Gemeinde Point Pleasant Beach. Er besuchte die Point Pleasant Beach High School und machte dort im Jahr 1946 seinen Abschluss. Gray studierte am Lafayette College und erhielt von der State University of New York den Grad eines Bachelor of Science.
Er heiratete am 20. Juli 1980 seine Frau Jan, geb. Goss aus Burlington, Vermont.

### Nach der Pensionierung

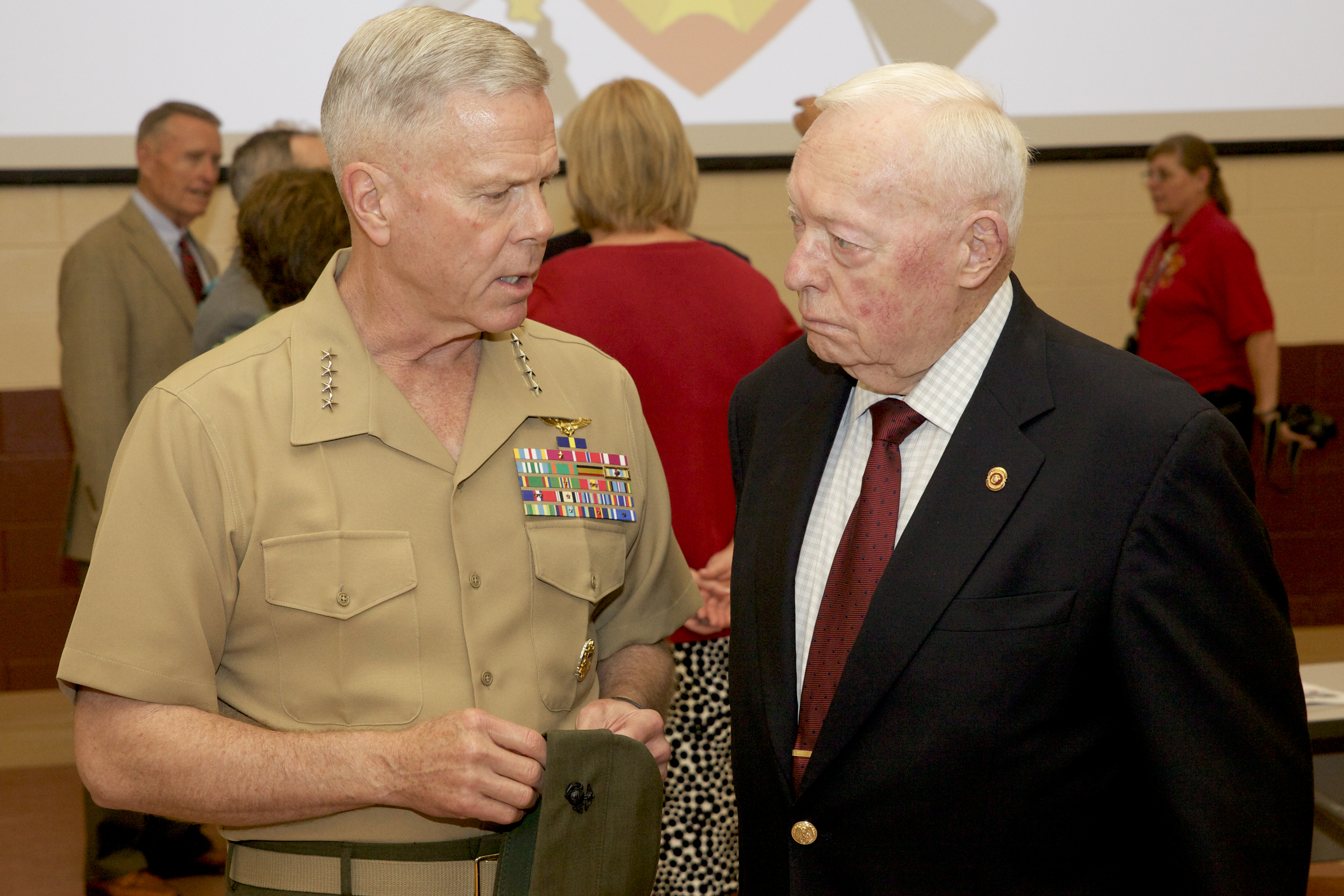
Alfred M. Gray (rechts) im Gespräch mit einem seiner Nachfolger, General James F. Amos in der Marine Corps Base Quantico am 1. Juni 2012

Nach seiner Pensionierung am 30. Juni 1991 nahm Gray eine Reihe von Tätigkeiten in der Privatwirtschaft und im akademischen Bereich auf:
- American Defense Systems, Inc. (Vorstandsvorsitzender; seit Dezember 2012)
- American Public University System (emeritierter Vorsitzender und Mitglied des Kuratoriums)[8]
- The Columbia Group (privat geführtes Unternehmen für technische Dienstleistungen, das das US-Militär unterstützt)[9]
- GlobeSecNine (private Investmentfirma, 2006 eingestellt)
- Integrity Applications Inc. (Anbieter von Systemtechnik, integrierten Lösungen und technischen Analysen im Sicherheitsbereich)
- Potomac Institute for Policy Studies (Denkfabrik; Vorstandsvorsitzender)[10]
- Semper Fi Fund (Wohltätigkeitsorganisationen für Veteranen; emeritierter Vorsitzender)[11]
- SENSIS Corporation (Luft- und Raumfahrtunternehmen, von SAAB übernommen)[6]
- Norwich University (Mitglied des Stiftungsrats).

## Militärischer Werdegang
Gray trat 1950 in das United States Marine Corps ein. Er diente in Übersee bei der Fleet Marine Force (FMF), Pazifik, und erreichte den Rang eines Unteroffiziers (Sergeant), bevor er im April 1952 zum Leutnant (Second Lieutenant) ernannt wurde („commissioned“). Zu seinen ersten Einsätzen gehörte der Dienst bei den 11th Marines und 7th Marines, 1st Marine Division in Korea, dem 8th Marine Regiment, 2nd Marine Division auf der Marine Corps Base Camp Lejeune, North Carolina, und dem Headquarters Marine Corps, Washington, D.C., während dessen er in Guantanamo Bay und Vietnam eingesetzt wurde.
Als Major kam Gray im Oktober 1965 zum 12th Marine Regiment, 3rd Marine Division in Südvietnam und diente als Kommunikationsoffizier und Ausbildungsoffizier des Regiments. Im April 1967 übernahm er das Kommando über das Composite Artillery Battalion und die United States Free World Forces in Gio Linh. Im September wurde Gray der III Marine Amphibious Force in Da Nang zugewiesen, wo er bis Februar 1968 die Einheiten des 1st Radio Battalion im gesamten I Corps befehligte.
Nach seinem Dienst im Vietnamkrieg diente Gray als Kommandeur des 1. Bataillons, 2. Marines, Battalion Landing Team vom 22. April 1972 bis zum 27. Dezember 1972. Gray besuchte das Army War College, Carlisle Barracks, Pennsylvania von August 1973 bis Juni 1974. Danach wurde er vom 30. Juli 1974 bis zum 8. August 1975 als Kommandeur der 4th Marines eingesetzt. Sein anschließender Einsatz war als Kommandeur von Camp Hansen, Okinawa, Japan. Während er die 33rd Marine Amphibious Unit und das Regimental Landing Team 4 kommandierte und gleichzeitig als stellvertretender Kommandeur der 9th Marines Amphibious Brigade diente, leitete Gray die Operation Frequent Wind zur Evakuierung von Saigon im April 1975. Im März 1976 zum Brigadegeneral befördert, diente Gray als kommandierender General, Landing Force Training Command, Atlantik, und der 4th Marine Amphibious Brigade.

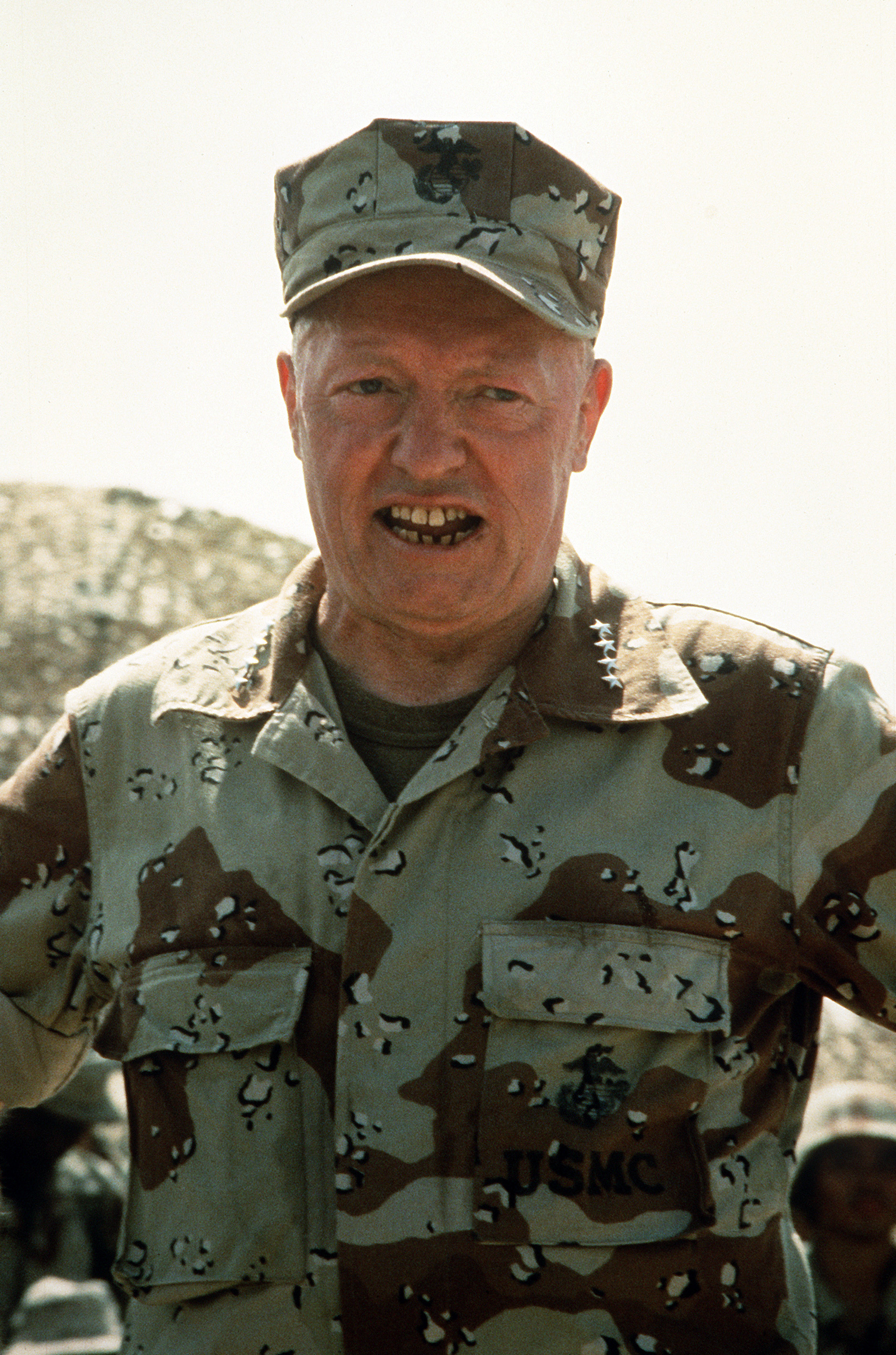
General Alfred M. Gray während Operation Desert Shield, 1991

Im Februar 1980 zum Generalmajor befördert, übernahm er im Juni 1981 das Kommando über die 2nd Marine Division, FMF, Atlantik, Camp Lejeune, North Carolina. Nach seiner Beförderung zum Generalleutnant am 29. August 1984 wurde Gray als kommandierender General, FMF, Atlantik/kommandierender General, II. Marine Expeditionary Force, und kommandierender General, FMF, Europa, eingesetzt.
Gray wurde zum General befördert und wurde am 1. Juli 1987 Commandant des Marine Corps. Gray leitete Veränderungen in der Ausbildung in den 1970er Jahren mit einem Schwerpunkt auf groß angelegten Manövern in der Wüste und bei kaltem Wetter ein. Diese Transformation aus der Zeit des Vietnamkriegs wird manchmal als die zweite „Aufklärung“ des Marine Corps bezeichnet (die erste fand unter Generalmajor John A. Lejeune statt) und beinhaltete die Entwicklung einer robusten maritimen Spezialeinsatzfähigkeit, die Betonung der Ausbildung von Führungskräften, die Gründung der Marine Corps University und die Entwicklung der Wüsteneinsatzfähigkeit. Als Erinnerung daran, dass die primäre Rolle eines jeden Marines der Einsatz im Feld ist, ließ er sein offizielles Foto in der Camouflage Uniform machen, der einzige Commandant, der dies getan hat.

## Auszeichnungen

### Orden und Ehrenzeichen
Gray war Träger folgender Orden und Ehrenzeichen:
- Defense Distinguished Service Medal
- Navy Distinguished Service Medal
- Army Distinguished Service Medal
- Air Force Distinguished Service Medal
- Coast Guard Distinguished Service Medal
- Silver Star
- Legion of Merit
- Bronze Star Medal
- Purple Heart
- Meritorious Service Medal
- Joint Service Commendation Medal
- Navy and Marine Corps Commendation Medal
- Combat Action Ribbon
- Presidential Unit Citation
- Navy Unit Commendation
- Meritorious Unit Commendation
- Marine Corps Good Conduct Medal
- National Defense Service Medal
- Korea Service Medal
- Armed Forces Expeditionary Medal
- Vietnam Service Medal
- Sea Service Deployment Ribbon
- Republic of Korea Presidential Unit Citation
- Vietnam Gallantry Cross unit citation
- Vietnam Civil Actions unit citation
- United Nations Service Medal for Korea
- Vietnam Campaign Medal
- Republic of Korea War Service Medal

### Namensgeber
Die Marine Corps Base in Quantico, Virginia, ist die Heimat des Alfred M. Gray Research Center. Das Zentrum beherbergt die Marine Corps Archives & Special Collections, die Quantico Base Library und die Forschungsbibliothek für die Marine Corps University, sowie ein Konferenzzentrum.
Seit dem Jahr 2004 wird als Teil des Marine Corps Communications Awards Program die General Alfred M. Gray Trophy jährlich zu Ehren des 29. Commandants verliehen. Die Auszeichnung trägt seinen Namen aufgrund seiner Beiträge zur Modernisierung des Nachrichtenwesens und der Kommunikation.